# Laura Bassi
Laura Bassi (Bolonia, 31 de octubre de 1711-20 de febrero de 1778) fue una filósofa, poeta, profesora y científica italiana.

## Biografía
Laura María Catharina Bassi, científica, poeta y filósofa, nació en Bolonia el 29 de octubre de 1711 en el seno de una familia culta y acomodada. Su padre, Giuseppe Bassi, natural de Módena, era un abogado de origen acomodado, que decidió potenciar la educación de su hija desde el primer momento. Desde su niñez mostró signos de ser una estudiante prodigio. A la edad de 5 años recibió instrucción en lenguas con el padre Lorenzo Stegani. A los 13, este último fue sustituido por Gaetano Tacconi, médico de la familia y profesor de filosofía y anatomía de la Universidad de Bolonia; con él aprendió matemáticas, filosofía, anatomía, historia natural y metafísica con tal facilidad que Tacconi decidió promocionarla en los círculos académicos de la ciudad, convirtiéndose en su principal mentor y aliado. Laura Bassi empezó desde muy joven rompiendo estereotipos y la primera prueba de ello es que pudo recibir la misma educación que cualquiera de los hombres de su época y convertirse en la primera científica profesional de la historia. En toda la comunidad se hablaba sobre las altas capacidades de la joven hasta el punto de que los académicos e intelectuales de Bolonia pedían visitar la casa de los Bassi para conocerla y que, con el paso de los años, su nombre se hiciera conocido en toda Italia.
Laura Bassi tuvo 12 hijos, criados de forma común entre su marido y ella lo que les permitió a ambos continuar con su actividad profesional y la convirtió en una pionera en la conciliación de la vida familiar y laboral, una situación que se creía imposible para una mujer en aquel entonces.
Fue profesora en la Universidad de Bolonia. Bassi desarrolló interés por la ciencia y fue alentada por su familia y amigos, entre ellos el cardenal Próspero Lambertini (futuro Papa Benedicto XIV), para buscar un puesto académico.
En 1732 se graduó en Filosofía a la edad de 21 años, obtuvo así un puesto de profesora de filosofía en la Universidad de Bolonia y se convirtió en miembro de la Academia de Ciencias de Bolonia, siendo la primera mujer que alcanzó dicho reconocimiento. Ese junio, se sometió a un examen para dar clase en la Universidad que fue todo un éxito, convirtiéndose en la primera mujer en la historia en obtener un puesto como profesora de física en una Universidad. Laura se convirtió en una profesora prestigiosa dentro de la Universidad de Bolonia. Por eso, cuando en el año 1745, el Papa Benedicto XIV creó una nueva sección en el Instituto de Ciencias con el objetivo de impulsar la actividad científica en Bolonia, resultó muy sorprendente que Laura Bassi no se encontrase entre los 24 académicos llamados a unirse a ella. Sin embargo, ella no se conformó y exigió ser incluida en ese grupo de intelectuales. El Papa aceptó la petición de Bassi, creando una nueva plaza especialmente para ella, la vigésimo quinta, para que pudiese formar parte del Instituto.
También obtuvo dos doctorados de la Universidad de Bolonia, uno en ciencias, siendo la primera mujer en doctorarse en esta disciplina, y otro en filosofía. En 1738 Bassi se casó con Giovanni Giuseppe Veratti, médico y también profesor de la universidad. Debido a que, como mujer, a Bassi no se le permitió enseñar en la universidad, dio conferencias y demostraciones experimentales en su casa. Fue una de las primeras defensoras de la física newtoniana y basó sus cursos en el material que se encuentra en los Principios de Newton. Se considera una de las mayores representantes de la física newtoniana en la Italia y la Europa de 1750 ya que estudiantes de todo el continente emigraban a Bolonia únicamente para impartir clases con ella. 
En la década de 1760, Bassi comenzó a realizar experimentos con Veratti sobre posibles aplicaciones medicinales de la electricidad, pero no publicó ningún documento sobre el tema. Fue nombrada para la cátedra de Física experimental en la Universidad de Bolonia en 1776, tras un largo debate, y como consecuencia del mismo Veratti se convirtió en su asistente.
Como mujer, hasta entonces había tropezado con numerosas dificultades. Por ejemplo, podía celebrar conferencias públicas solo con el consentimiento del Senado. En 1749, para paliar estas dificultades, inauguró un laboratorio privado, que se hizo famoso en toda Europa y acogió a científicos de renombre y jóvenes destinados a ser famosos. Solo en 1776 el Senado de Bolonia le concedió la cátedra de física experimental en el Instituto de Ciencias y con ello se convirtió en la primera mujer nombrada para una cátedra de física en una universidad, además, fue la segunda mujer en doctorarse en Europa, después de que Elena Cornaro lo consiguiera en 1678.
En 1745 el papa Benedicto XIV creó un grupo denominado Benedettini en el que Laura Bassi pudo ingresar, si bien solo como oyente pero sin derecho a voto. Fue la única mujer de dicho grupo.

## Reconocimientos
En 1891, se creó una Escuela Normal Superior Femminile di Bolonia en honor a Laura Bassi. El instituto actual lleva el nombre de Laura Bassi.
Un cráter del planeta Venus fue bautizado Bassi en su honor, y un asteroide del cinturón principal del sistema solar descubierto en 1991 fue también llamado “15742 Laurabassi”.
El Senado de Bolonia creó una medalla en su honor, que la tenía a ella en una cara y a la diosa Minerva en la otra, con la inscripción “Soli cui fas vidisse Minervam” (Solo tú debes ver a Minerva).
En 2018, la Universitat  Politécnica de Catalunya estableció la “Laura Bassi Scholarship”, con el objetivo de financiar investigaciones sobre  temas desatendidos.
En 2019 Italia dio su nombre al primer rompehielos italiano para investigaciones oceanográficas.
En mayo de 2025,  Google dedicó uno de sus Doodles diarios a Laura Bassi.

## Legado
Aunque al parecer Laura tuvo muchas facilidades, como toda mujer con inquietudes científicas en la época en la que vivió, tuvo que enfrentarse también a barreras de género que suponían una dificultad a la hora de labrar su carrera científica en igualdad. Así, por ejemplo, todo parece indicar que los compañeros de Laura de profesión se empeñaban en dejar claro una y otra vez que la ciencia “no era lugar para una mujer” y que el caso de Laura era especial, ya que contaba con una “inteligencia propia del género masculino”, por lo que no debía crear un precedente para el resto de mujeres.
Sin embargo, a pesar de representar un personaje tan célebre y ser una auténtica pionera para todas las mujeres que han dedicado su vida a la ciencia a lo largo de la historia, Laura ha quedado completamente ignorada y retirada al cajón del olvido con el paso de los años. Y es que, no es solo que no aparezcan referencias suyas en las historias oficiales de la ciencia italiana, sino que algunos historiadores han llegado a afirmar que las lecciones que impartía Laura se ubicaban únicamente en su casa, a pesar de estar documentado que dio clases en la Universidad.